# Histoire militaire des États-Unis
Pour des articles plus généraux, voir Forces armées des États-Unis et Histoire des États-Unis.
L'histoire militaire des États-Unis s'étend sur une période de moins de deux siècles et demi. D'une alliance des treize premières colonies britanniques sans armée professionnelle, elle devient la seule superpuissance de la fin du XXe siècle et du début du XXIe siècle.

## Vue d'ensemble
Jusqu’à la convention de Philadelphie, la présence militaire dans ce qui deviendra les États-Unis était organisée dans chaque État soit sous forme de milices volontaires, soit sous forme de milices conscrites. À partir de 1789, la Constitution américaine donne pouvoir au Congrès d'établir des taxes pour créer une marine et une armée nationales. Par la suite, la législation fédérale permit un système militaire national moderne dans le pays. Historiquement, les dépenses budgétaires du gouvernement affectées à la défense nationale ont souvent été une question controversée politiquement.
En 2007, l'armée des États-Unis se compose d'une armée de terre (US Army), d'une marine (US Navy), d'une armée de l'air (US Air Force) et du Corps des marines, qui sont sous le commandement du département de la Défense (équivalent d'un ministère). L'armée américaine comporte également les garde-côtes qui dépendent du département de la Sécurité intérieure. 
Le président des États-Unis est le commandant en chef (Commander in Chief) de chaque corps d'armée. Par ailleurs, chaque État possède une Garde nationale commandée par le  gouverneur de l'État et coordonnée par un Bureau des Gardes nationaux. Le président des États-Unis a, en cas de crise nationale, l'autorité pour assurer le contrôle de chaque unité de Gardes nationaux.

## Chronologie

### Les guerres coloniales (1620–1774)
À ses tout débuts, l'Armée américaine consistait simplement en des frontaliers civils, armés pour la chasse et pour la survie primaire dans des contrées sauvages. Ces hommes étaient organisés en milices locales pour de petites opérations militaires, le plus souvent contre les Indiens mais aussi afin de résister aux raids des petites escouades des colonies européennes voisines. Ils comptaient sur le renfort de l'armée régulière britannique pour les opérations militaires de plus grande envergure.
Dans les premières années de la colonisation britannique de l'Amérique du Nord, les actions militaires dans les colonies qui deviendront les États-Unis étaient la conséquence des conflits avec les Indiens, comme la guerre des Pequots en 1637 et la guerre du Roi Philip en 1675. Les soulèvements d'esclaves comme la rébellion de Stono en 1739, les conflits entre les colonies comme la guerre des Pennamites ainsi que les actions des Green Mountain Boys, font aussi partie de l'histoire militaire coloniale.
À partir de 1689, les colonies devinrent aussi fréquemment impliquées dans toute une série de guerres entre la Grande-Bretagne et la France pour le contrôle de l'Amérique du Nord, les plus importantes d'entre elles étant la guerre de la Reine Anne, au cours de laquelle les Britanniques annexèrent l'Acadie française, ainsi que la guerre franco-indienne (1754–1763), à l'issue de laquelle la Grande-Bretagne devait mettre fin à la présence française en Amérique du Nord. Cette ultime guerre devait permettre à des milliers de colons, parmi lesquels George Washington, d'acquérir une expérience militaire qu'ils mirent à profit plus tard lors de la guerre d'Indépendance.

### La guerre d'Indépendance (1775–1783)

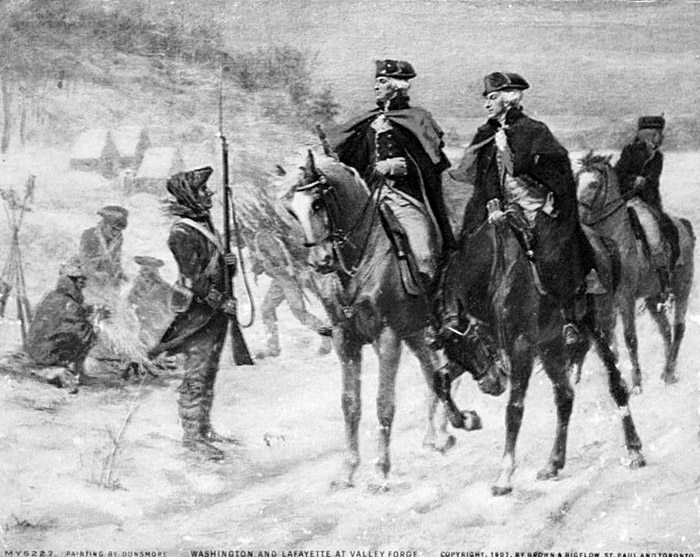
Washington et Lafayette à Valley Forge en 1778 par John Ward Dunsmore.

Les problèmes politiques continuent entre la Grande-Bretagne et les treize colonies se transformèrent en une véritable crise en 1774 quand les Britanniques décrétèrent la loi martiale dans la province du Massachusetts. Alors que les combats commençaient à Lexington et Concord en 1775, le Congrès nomma George Washington commandant en chef de la toute nouvelle Armée continentale, qui fut renforcée tout au long de la guerre par les milices coloniales. Le général Washington n'était pas un grand tacticien militaire — il perdit plus de batailles qu'il n'en gagna — mais sa stratégie globale s'est montrée bonne : il a gardé l'armée intacte, usé la détermination des Britanniques, et évité les batailles décisives sauf pour exploiter les erreurs de l'ennemi.
Les Britanniques de leur côté manquaient à la fois d'un commandement unifié et d'une stratégie claire pour la victoire. Grâce à leur marine royale, les Britanniques étaient capables de conquérir les villes côtières, mais le contrôle de l'intérieur des terres leur échappait. Une invasion britannique en 1777 se termina par la désastreuse défaite de l'armée anglaise lors de la bataille de Saratoga. Avec l'arrivée en 1777 du général von Steuben, d'origine prussienne, l'entraînement et la discipline de l'armée continentale s'améliora de manière très importante. La France et l'Espagne entrèrent alors en guerre contre la Grande-Bretagne.
Une série de victoires britanniques devait détourner l'attention sur les États du Sud, mais la guérilla et la ténacité de l'armée du général Nathanael Greene empêchèrent les Anglais de faire des avancées stratégiques. La victoire française à la bataille de la baie de Chesapeake conduisit à la capitulation de l'armée britannique à Yorktown en 1781, qui aboutit au traité de Paris en 1783, traité qui reconnaissait l'indépendance des États-Unis.
Comme beaucoup d’Américains de la génération de l'indépendance avaient une forte méfiance des armées permanentes, l'Armée continentale fut rapidement dissoute après l'indépendance. Le général Washington, qui rendait compte tout au long de la guerre à des responsables élus, prévit une crise potentielle et soumit sa démission de commandant en chef au Congrès après l'indépendance, créant ainsi la tradition du contrôle civil de l'Armée américaine.

### Début de la période nationale (1783–1815)
Après l'indépendance, les États-Unis furent confrontés à de potentiels conflits en mer ainsi que sur leur frontière de l'ouest. Ils étaient une puissance militaire mineure pendant cette période, avec une armée et une marine modeste. La méfiance traditionnelle à l'égard des armées régulières combinée à la croyance exagérée en l'efficacité des milices volontaires empêcha le développement d'unités bien entraînées et d'un corps d'officiers professionnels. Les tenants de la politique de Jefferson préféraient une armée et une marine les plus petites possibles, craignant qu'une grande armée entraîne trop souvent les États-Unis dans des guerres extérieures et qu'elle permettrait à un tyran de prendre le pouvoir.
Dans le traité de Paris signé à l'issue de l'indépendance américaine, les Anglais avaient cédé aux Américains les territoires situés entre les Appalaches et le Mississippi sans consulter les Amérindiens qui y vivaient. Compte tenu du fait que plusieurs tribus avaient combattu aux côtés de la Grande-Bretagne, les États-Unis contraignirent les chefs tribaux à signer des traités leur faisant abandonner la propriété de ces territoires. Les États-Unis commencèrent alors à diviser ces terres pour la colonisation. Cela provoqua une guerre dans la région du Nord-Ouest dans laquelle l'armée des États-Unis fut mauvaise. La bataille de la Wabash en 1791 fut la plus sévère défaite concédée par les États-Unis aux Amérindiens. Le président Washington envoya une armée fraîchement entraînée dans la région qui infligea une défaite décisive aux Amérindiens à la bataille de Fallen Timbers en 1795.
Quand la France révolutionnaire déclara la guerre à la Grande-Bretagne en 1793, les États-Unis cherchèrent à rester neutres, mais le traité de Londres, qui était favorable à la Grande-Bretagne, déclencha une guerre larvée contre les Français, la « quasi-guerre ». Après des combats en mer de 1798 à 1801, les États-Unis remportèrent une série de victoires dans les Caraïbes. George Washington fut rappelé de sa retraite pour prendre la tête d'une armée de réserve en cas d'invasion par la France, mais le président John Adams s'arrangea pour négocier un cessez-le-feu.

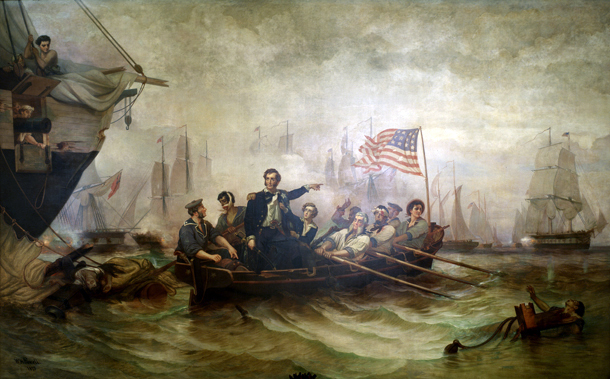
« Nous avons rencontré l'ennemi et nous l'avons capturé. » Commandant Oliver Hazard Perry. La bataille du lac Erié en 1813 fut un important tournant dans la guerre de 1812. (Peinture de William H. Powell, 1865)

En 1801, les États-Unis menèrent une autre guerre non déclarée, cette fois-ci avec la ville-État de Tripoli. Quand le président Thomas Jefferson cessa de payer le tribut aux États Barbaresques, la Première Guerre Barbaresque éclata. Après la capture de l'USS Philadelphia en 1803, le lieutenant Stephen Decatur mena un raid pour brûler le navire dérobé, ce qui empêcha Tripoli de l'utiliser ou de le vendre. En 1805, après que William Eaton s'empara de la ville de Derna, Tripoli accepta un traité de paix. Les autres États Barbaresques continuèrent les raids contre les navires américains jusqu’à ce que la Deuxième Guerre Barbaresque en 1815 mit fin à cette pratique.
La guerre la plus importante que les États-Unis ont menée pendant cette période fut de loin la guerre de 1812. Quand la Grande-Bretagne et la France entrèrent à nouveau en guerre en 1803 avec une vigueur accrue, les États-Unis tentèrent de rester neutres tout en continuant le commerce maritime. Ceci s'avéra difficile et les États-Unis finirent par déclarer la guerre à la Grande-Bretagne en 1812, ce qui fut la première fois où les États-Unis déclarèrent officiellement la guerre. Avec peu d'espoir de vaincre la Royal Navy, les États-Unis attaquèrent l'Empire britannique en envahissant le Canada britannique, espérant ainsi utiliser les territoires conquis comme monnaie d'échange. L'invasion du Canada fut un complet désastre, bien que les guerres concomitantes contre les Amérindiens sur le front ouest (la guerre de Tecumseh et la guerre Creek) connurent plus de succès. Après avoir vaincu Napoléon en 1814, la Grande-Bretagne fut capable d'envoyer des troupes d'Europe en Amérique, ce qui aboutit à l'incendie de Washington le 25 août 1814, bien que la campagne de la Baie de Chesapeake fût stoppée lors de la bataille de Baltimore. Une deuxième offensive britannique fut arrêtée par Andrew Jackson à la bataille de La Nouvelle-Orléans. Pendant ce temps-là, les diplomates en Europe avaient signé un traité de paix, rétablissant ainsi le statu quo ante bellum.

### L'expansion continentale (1816–1860)

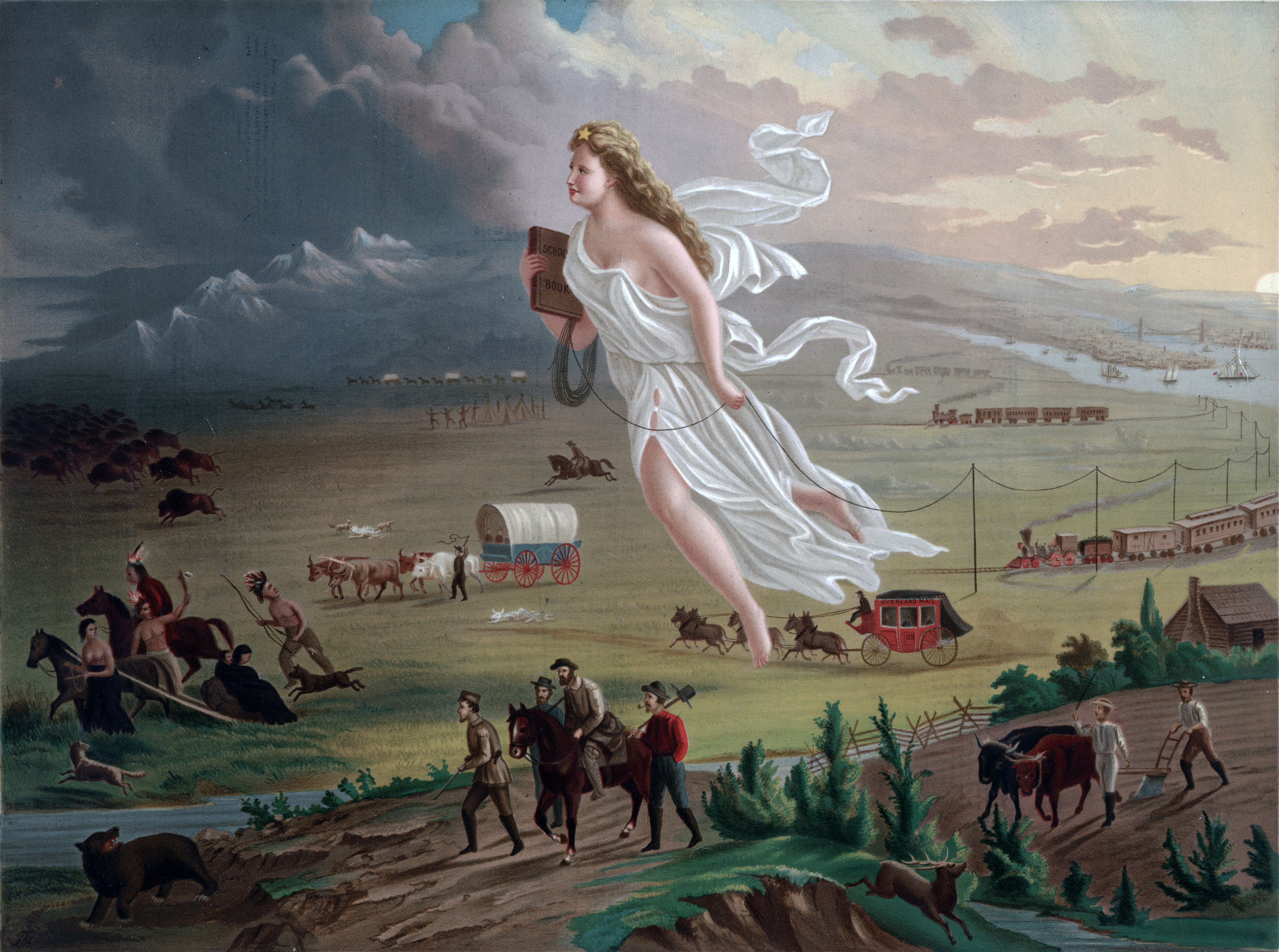
Cette œuvre, peinte vers 1872 par John Gast intitulée American Progress est une représentation allégorique du Progrès, de la « Destinée manifeste ».

Une fois l'indépendance des États-Unis établie, les efforts militaires se sont concentrés sur le continent afin d'y assurer un rôle dominant, une idée connu sous le nom de « Destinée manifeste ».
Bien que la guerre de 1812 se termina sur un statu quo entre les États-Unis et la Grande-Bretagne en 1815, la frontière fut surtout étendue en 1818 avec la première guerre séminole.
Après la guerre de 1812, il y eut la guerre séminole, la guerre de Black Hawket la période de déplacement des Indiens.
La révolution texane fut une guerre qui dura du 2 octobre 1835 au 21 avril 1836 entre le Mexique et la province séparatiste du Texas. En février 1836, le général mexicain Santa Anna mena son armée au Texas. Retardé par la défense opposée à Alamo, il le prit et fusilla les prisonniers. Les Texans déclarèrent leur indépendance le 2 mars 1836. Le Texan Sam Houston battit en retraite avec succès, mais d'autres insurgés furent battus à Goliad où Santa Anna fusilla les prisonniers. Mais il fut vaincu et capturé à San Jacinto le 21 avril. Santa Anna signa un traité reconnaissant l'indépendance du Texas et ses frontières élargies. Le gouvernement mexicain ne reconnut pas le traité et voulu réannexer le Texas, ce qui déclencha la guerre américano-mexicaine en 1846. 
Les troupes américaines furent envoyées dans l'Utah lors de la guerre de l'Utah contre les colons mormons pour réaffirmer la primauté fédérale dans la région.

### La Guerre civile américaine (1861–1865)

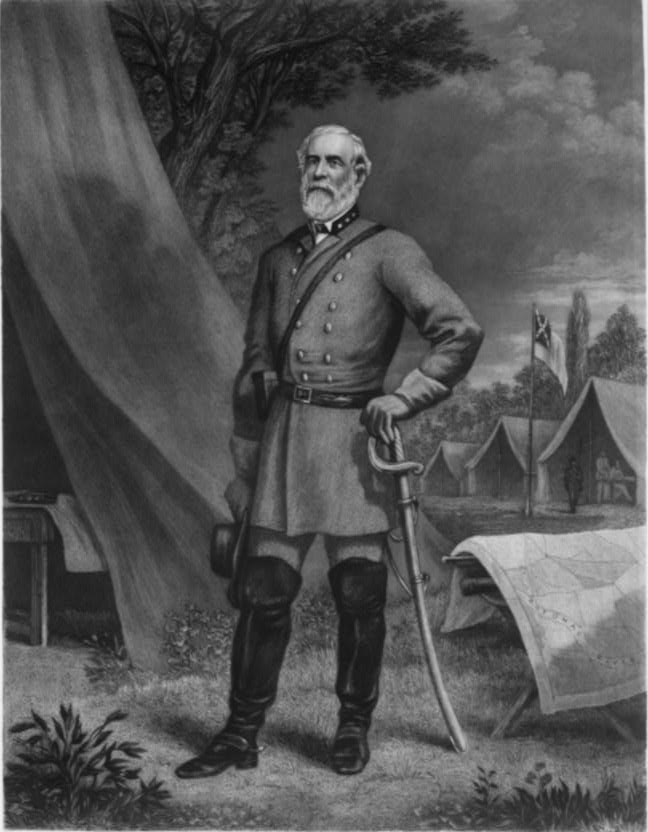
Le général Robert Lee est une figure emblématique de la guerre. Dès les prémices de celle-ci, il démissionne de l'armée de l'Union pour recevoir ensuite le commandement des forces confédérées, son état d'origine (la Virginie) ayant rejoint la Confédération.

Des tensions existaient depuis longtemps entre les États situés au nord de la ligne Mason-Dixon et ceux situés au sud de celle-ci. À l'origine, ces tensions se focalisaient sur la « institution particulière » de l’esclavage et la capacité des États à contredire les décisions du gouvernement central. Pendant les années 1840 et 1850, les conflits entre les deux parties devinrent progressivement plus violents. Après l'élection d’Abraham Lincoln en 1860 (les sudistes pensaient qu'il travaillerait à mettre fin à l'esclavage), les États du Sud firent sécession, à commencer par la Caroline du Sud à la fin de 1860. Le 12 avril 1861, les forces du sud (connus sous le nom d’États confédérés ou simplement de Confédération) ouvrirent le feu contre le Fort Sumter dont la garnison était loyale aux forces du Nord (qui représentaient les États-Unis ou ce qu'on appelait encore l'Union).
La guerre de Sécession prit les deux parties au dépourvu. L’Union comme la Confédération durent lever des armées à partir de presque rien. Les deux camps pensaient qu'une victoire rapide tenait à la prise de leur capitole respectif de Washington et Richmond, mais aucun ne devait renoncer à son identité nationale si facilement. Même après la première bataille de Bull Run, beaucoup furent longs à accepter que la guerre durerait plus qu'une seule campagne. Cependant, la guerre se répandit à travers tout le continent, et même en haute mer. Une grande partie des vastes ressources de l'Amérique serait consommée avant sa résolution.
La guerre de Sécession est parfois appelée la « première guerre moderne » à cause de l’utilisation de la conscription de masse, du chemin de fer militaire, de tranchées, de sous-marins, cuirassés, de la reconnaissance aérienne, de cartouches modernes, de fusils, et de mitrailleuses. Elle a fait entrer les horreurs de la guerre totale dans le monde moderne.

### L'après-guerre civile (1865–1917)
L’ampleur de la guerre civile fut comparable à de nombreuses guerres européennes, et les États-Unis commencèrent à se voir comme un acteur possible sur la scène mondiale. Avec un pays qui s’étendait désormais jusqu’au Pacifique, les yeux se tournèrent vers l’étranger. Les motivations cachées de la guerre hispano-américaine, de la guerre philippino-américaine, et l’engagement des États-Unis dans la révolte des Boxers sont débattus parmi les historiens.
Entre 1877 et 1898, l'armée intervient pour réprimer plus de 300 grèves. Cela constitua une redéfinition du rôle de l'armée, notamment expliqué par le général George McClellan qui lui confiait pour mission d'écraser « les révoltes sur la scène nationale, les émeutes dans nos villes, ainsi que tous autres troubles qui, sans être assez graves pour être qualifiés de révoltes, le sont cependant trop pour relever de la compétence des forces de polices locales. »

#### Guerres indiennes (1865–1890)

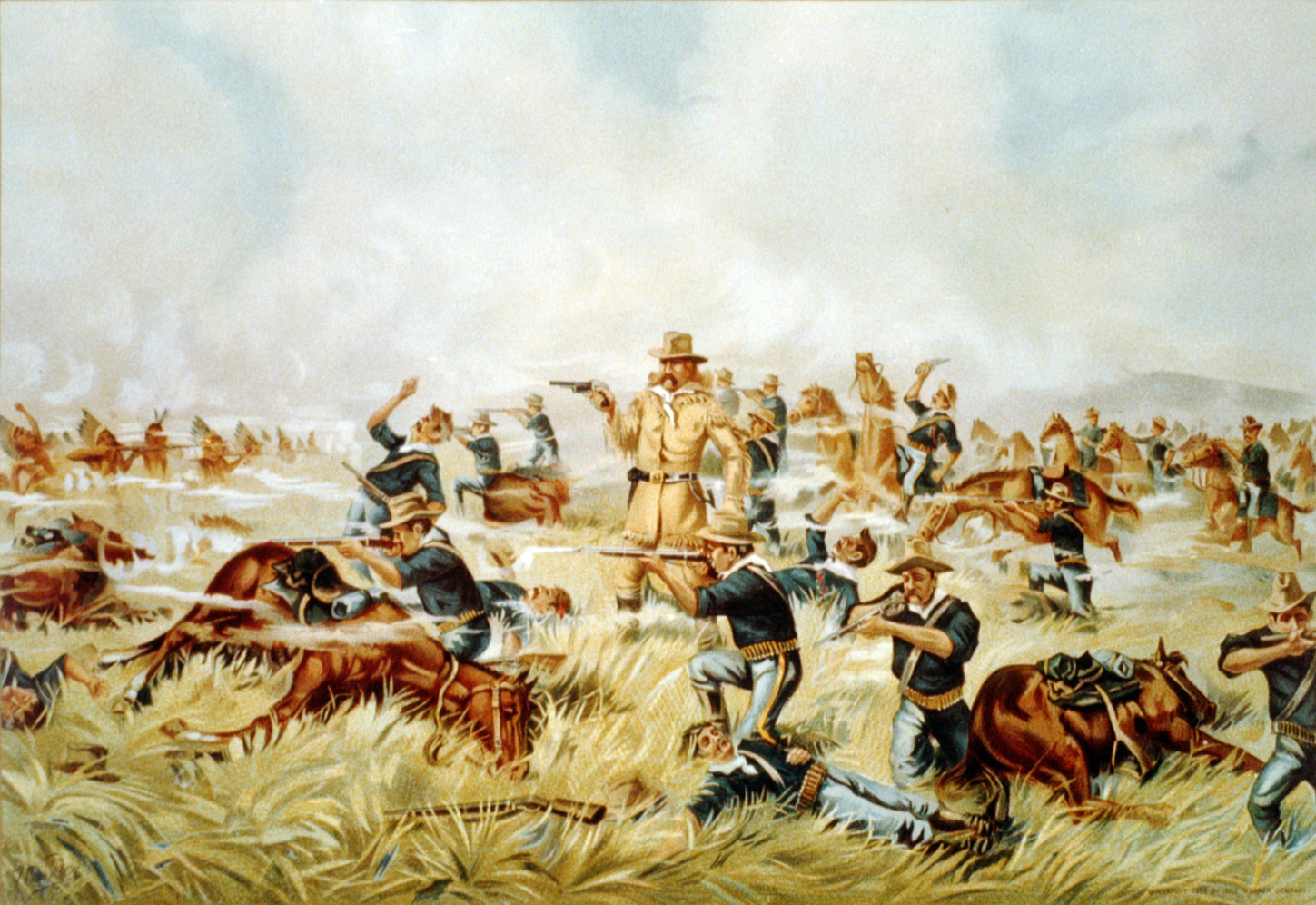
Représentation du Custer's Last Stand lors de la bataille de Little Big Horn (25 juin 1876).

Après la guerre civile, l’expansion de la Destinée manifeste débuta pour de bon. Le chemin de fer transcontinental et d’autres routes commerciales reliant la Californie aux États de l’Est perturbèrent les interactions traditionnelles des Amérindiens. De nombreuses tribus indiennes des Grandes Plaines et du Sud-Ouest résistèrent à cet empiètement. Des généraux de la guerre de Sécession tels que William Tecumseh Sherman et Philip Sheridan furent chargés de mater tous les Indiens qui opposeraient une résistance militaire à l’expansion des États-Unis.

#### La Guerre hispano-américaine (1898)
La guerre hispano-américaine eut lieu en 1898, et il en résulta la prise de contrôle par les États-Unis d'Amérique des anciennes colonies espagnoles aux Caraïbes et dans l’océan Pacifique, c'est-à-dire surtout Cuba, Porto Rico, Guam et les Philippines. On y voit l'United States Navy reconstruite après 1885 vaincre de manière décisive l'Armada espagnole à Cuba et aux Phillipinnes. Première guerre ouverte contre une puissance européenne depuis la fin de la Guerre anglo-américaine de 1812, les faibles pertes et la victoire donnant à son pays une place au niveau mondial fit dire au secrétaire d'État John Hay qu'elle a été une « A splendid little war ».

#### La guerre américano-philippine (1899-1913)
La guerre américano-philippine entre les forces armées des États-Unis et les Philippines dura de 1899 à 1913.
Ce conflit est aussi appelé l’« Insurrection philippine ». Ce nom était historiquement le plus généralement utilisé aux États-Unis, mais des Philippins et un nombre croissant d’historiens américains font désormais référence à ces hostilités en tant que « guerre américano-philippine » et, en 1999, la Bibliothèque du Congrès réorganisa ses collections en utilisant cette appellation.

#### Guerre des Bananes
La guerre des Bananes est une expression utilisée pour décrire l’intervention des États-Unis en Amérique latine de la fin de la guerre hispano-américaine, en 1898, à 1935. Ces guerres provoquèrent un engagement à Cuba, au Mexique, à Panama, dans la zone du canal de Panamá, en Haïti (1915-1935), en République dominicaine (1916-1924) et au Nicaragua (1912-1925 et 1926-1933).
Un des faits les plus marquants de ces conflits fut l’occupation par l’armée américaine de la ville mexicaine de Veracruz pendant plus de six mois en 1914, en rétorsion à l’incident de Tampico du 9 avril 1914, qui implique la brève arrestation de marins américains par des soldats du régime du président mexicain Victoriano Huerta. L’incident survint dans une période où les relations diplomatiques avec les États-Unis étaient mauvaises, à cause de la révolution mexicaine, alors en cours.
En réaction à l’affaire de Tampico, le président américain Woodrow Wilson ordonna à la Navy d’occuper Veracruz. Huerta fut renversé et un régime plus favorable aux États-Unis fut mis en place. Mais l’incident dégrada les relations entre les États-Unis et le Mexique pour de nombreuses années.

#### La révolte des Boxers
La révolte des Boxers fut un soulèvement contre l’Occident commercial et son influence politique en Chine au cours des dernières années du XIXe siècle. Des unités de l’armée de terre et de la marine des États-Unis totalisant plus de 3 000 militaires participèrent à l’expédition China Relief, une force internationale de l'Alliance des huit nations qui prit Pékin et contraignit la Chine à la capitulation. En août 1900, plus de 230 étrangers, des milliers de chrétiens chinois et un nombre inconnu de rebelles, leurs sympathisants et d’autres Chinois ont été tués lors de la révolte et sa répression.

### La Première Guerre mondiale (1914-1918)

Affiche de recrutement de l'Oncle Sam inspirée de celle de Lord Kitchener pour l'armée britannique. À partir du premier conflit mondial, les États-Unis se dotent d'un secteur de la Défense aux budgets et moyens permanents.

Les États-Unis essayèrent de rester neutres quand la Première Guerre mondiale éclata en août 1914. Bien que Washington eût insisté sur son droit en tant que pays neutre d’envoyer des navires sans que ceux-ci fussent attaqués par les sous-marins allemands, les navires ravitaillaient la Grande-Bretagne et la France en nourriture et en matières premières furent coulés. Le 1er janvier 1917, les Allemands reprirent les attaques sous-marines, en sachant que cela provoquerait l’entrée en guerre des Américains. Après que des navires de commerce furent coulés, le 6 avril 1917, à 13 h 18, le Congrès vote la guerre par 373 voix contre 50. Le président Wilson proclame alors : « L'Amérique doit donner son sang pour les principes qui l'ont fait naître… »
Mais les États-Unis avaient délibérément maintenu leur armée à un faible effectif et la mobilisation dura un an. Entre-temps les États-Unis envoyèrent davantage de ravitaillement et d’argent en Grande-Bretagne et en France, et lancèrent la première mobilisation en temps de paix. La mobilisation économique fut beaucoup plus lente que prévu, si bien que la décision fut prise d’envoyer des divisions sans leur équipement en Europe, se reposant sur les approvisionnements britanniques et français. À l’été 1918 un million de doughboys se trouvaient en Europe sous le commandement de John J. Pershing, et 25 000 hommes arrivaient chaque semaine. Au printemps, l’échec de l’offensive allemande signifiait que les Allemands avaient épuisé leurs réserves de troupes et étaient incapables de lancer de nouvelles attaques, voire de défendre leurs lignes. Le front allemand s'effondra et un nouveau gouvernement allemand signa une reddition conditionnelle, un armistice, mettant un terme à la guerre le 11 novembre 1918. 
Le 11 novembre 1918, 4,8 millions d'Américains étaient sous les drapeaux et plus de deux millions étaient en Europe continentale. L'US Navy avait 383 bâtiments de guerre en Europe et la flotte comptait plus de 2 000 navires et 533 000 officiers et matelots
Les forces américaines ont perdu 116 000 hommes (53 000 tués au combat et 63 000 morts accidentelles ou de maladie) et eurent 206 000 blessés durant ce conflit.

#### La révolution russe
Ce qu’on appelle l’expédition Ours polaire fut l’engagement de troupes américaines, à la fin de la Première Guerre mondiale et la révolution russe, dans la lutte contre les bolcheviks à Arkhangelsk, en Russie en 1918 et 1919. Ce modeste corps expéditionnaire était là aussi pour surveiller les visées japonaises en Sibérie.

#### Les lois de neutralité
Après le coûteux engagement américaine dans la Première Guerre mondiale, l’isolationnisme montait aux États-Unis. Le Congrès refusa l’adhésion à la Société des Nations, et en réponse à l’agitation croissante en Europe et en Asie, des lois de neutralité (Neutrality Acts) de plus en plus restrictives furent votées. Ces lois devaient empêcher les États-Unis d’aider toute partie prenante à une guerre. L’importance de l’aide militaire déclina beaucoup, avec la perte de nombreux officiers expérimentés. Pourtant, le président Franklin D. Roosevelt chercha à aider la Grande-Bretagne, et en 1940 fit voter la loi Lend-Lease, permettant de développer la vente d’armes cash and carry avec le Royaume-Uni, qui contrôlait les routes maritimes de l’Atlantique.

### La Seconde Guerre mondiale (1939-1945)

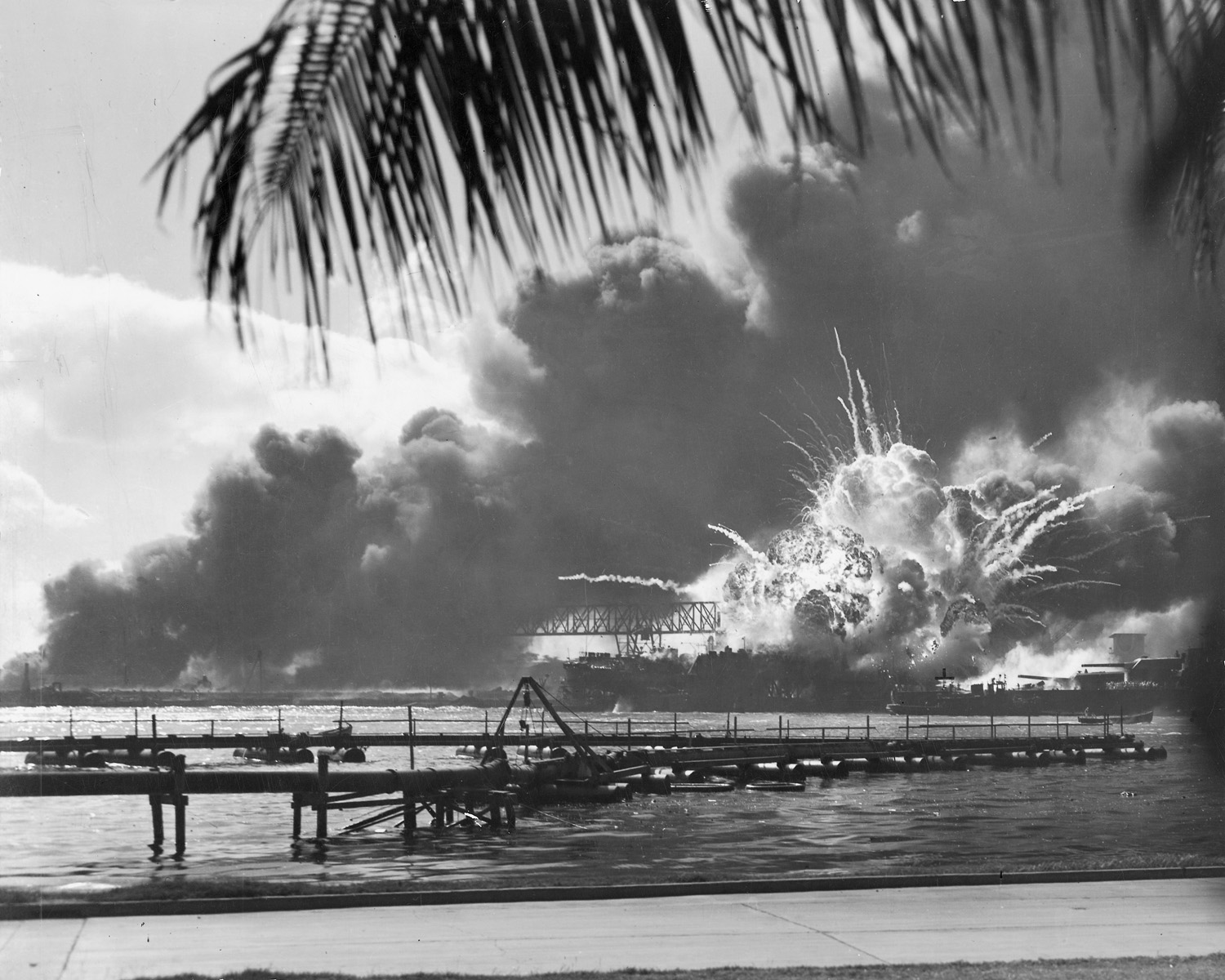
La soudaine attaque de Pearl Harbor par l'empire du Japon au matin du 7 décembre 1941 fournit à la nation américaine le casus belli lui permettant d'engager les efforts colossaux visant à la reconquête de deux théâtres d'opérations, simultanément en Europe et en Asie.

Pendant l’entre-deux-guerres les États-Unis réduisirent encore leur armée, mais surent mobiliser massivement durant la Seconde Guerre mondiale. Le conflit débuta dans les années 1930 et fit rage jusqu’en 1945, impliquant la plupart des peuples du Monde. Ce fut la guerre la plus étendue et coûteuse de l’Histoire, ainsi que de l’histoire des États-Unis.
L’engagement des États-Unis dans la Seconde Guerre mondiale s’est d’abord limité à la fourniture de matériel de guerre et d’un soutien financier au Royaume-Uni, à l’Union soviétique, et à la Chine. Les États-Unis entrèrent officiellement en guerre le 7 décembre 1941 avec l’attaque japonaise contre Pearl Harbor, Hawaii, suivi par des attaques sur les possessions des États-Unis et du Royaume-Uni dans l'océan Pacifique et en Asie. Le 11 décembre, l’Axe Rome-Berlin, déclara la guerre aux États-Unis, tirant fermement les États-Unis dans la guerre et ôtant tout doute sur la nature globale du conflit.
La perte de 8 cuirassés et 2000 marins et aviateurs à Pearl Harbor contraignit les États-Unis à compter sur leurs porte-avions restants, qui remportèrent une victoire importante sur le Japon à Midway, exactement six mois après l’attaque japonaise et l'entrée en guerre. La Marine et le corps de marines continua avec une campagne dans le Pacifique en 1943-45, atteignant la périphérie du Japon à la bataille d'Okinawa. En 1942 et 1943, les États-Unis déployèrent des millions d’hommes et des milliers d’avions et de chars au Royaume-Uni, en commençant avec le bombardement stratégique de l'Allemagne nazie et de l’Europe occupée et conduisant à la progression alliée avec l’Afrique du Nord (novembre 1942), Sicile et Italie en 1943, France en 1944, et l’invasion de l’Allemagne en 1945, parallèlement à l'avancée soviétique à l'est. Dans le Pacifique, les États-Unis connurent de nombreux succès au cours de leurs campagnes navales de 1944, mais les batailles sanglantes à Iwo Jima et Okinawa en 1945 conduisirent les États-Unis à chercher une manière de finir la guerre avec le minimum de pertes humaines. Ils utilisèrent les bombardements atomiques de Hiroshima et Nagasaki pour atteindre le Japon au plus vif, ce qui (avec l’invasion soviétique de la Mandchourie) provoqua rapidement la capitulation du Japon.

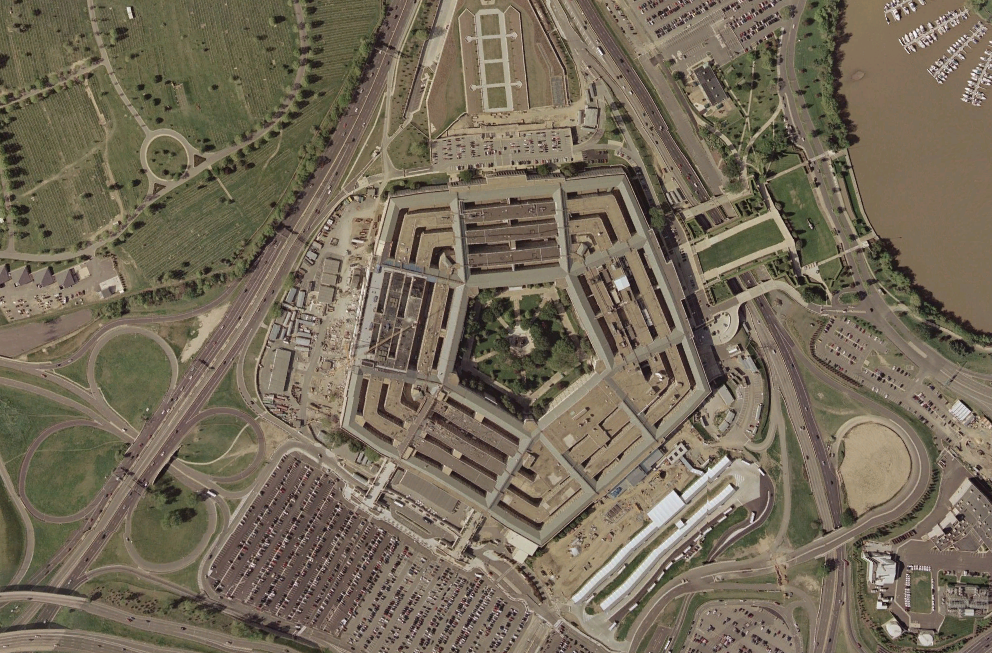
Le bâtiment du Pentagone, construit à compter de 1942, symbolise la suprématie internationale acquise par le pays à la suite du second conflit mondial ; il est le siège du département de la Défense des États-Unis dont les liens avec l'industrie de l'armement ont été décrits sous le terme de complexe militaro-industriel.

Malgré les effets de la Grande Dépression, les États-Unis furent capables de mobiliser rapidement, devenant à cette occasion la puissance militaire dominante sur la plupart des théâtres de la guerre (aux seules exceptions du front de est-européen et de la Chine continentale), et la puissance industrielle de l'économie américaine est largement citée comme facteur important dans la victoire de la guerre par les Alliés. Au début du conflit, les militaires américains furent perçus par des observateurs comme trop « verts » et peu entraînés pour être plus utile que de la chair à canon face à des troupes allemandes et japonaises bien aguerries. Les leçons stratégiques et tactiques tirées par les États-Unis, telles que l’importance de la supériorité aérienne et la dominance du porte-avions dans les opérations navales, continuent à guider la doctrine de militaires des États-Unis plus de 60 ans plus tard.
La Seconde Guerre mondiale occupe une place particulière dans l’inconscient américain comme le plus grand triomphe du pays, et les soldats de la Seconde Guerre mondiale sont fréquemment appelés « la plus grande génération », pour leurs sacrifices au nom de la liberté. Plus de 16 millions (environ 13 % de la population) ont servi sous les drapeaux, et plus de 400 000 furent tués pendant la guerre, 30 % furent blessés au combat. Seule la guerre de Sécession a fait plus de morts américains. Les États-Unis sont entrés en guerre, comme beaucoup d'autres nations, comme un pays faisant face à des problèmes économiques et sociaux et incertain de son identité. Ils en sont sortis dans le rôle de l’une des deux superpuissances incontestées avec l’Union soviétique, et contrairement à l’URSS, le territoire américain était pratiquement intact des ravages de la guerre. L'importance de la puissance militaire et politique des États-Unis dans les affaires du monde depuis 1945 ne peut pas être exagérée. Les résultats de la guerre et les fortunes des vainqueurs ont formé des événements du monde à ce jour.
Pendant et après la Seconde Guerre mondiale, les États-Unis et le Royaume-Uni développèrent des relations de plus en plus étroites dans les domaines de la défense et du renseignement. Cette collaboration peut être illustrée par l’établissement de nombreuses bases militaires américaines au Royaume-Uni, le partage de renseignements, le partage de technologie militaire (technologie nucléaire, par exemple), le partage de matériel (essentiellement des achats britanniques de systèmes d’arme américains).

### La guerre froide (1945–1991)

La projection des Forces armées des États-Unis dans des bases militaires du Monde est visible par la répartition géographique du commandement Interarmées de Combat ; Pendant la guerre froide survient la crainte d'une suprématie de l'un ou l'autre des « empires » : américain et soviétique.

Les États-Unis sont sortis de la Seconde Guerre mondiale dans la position de superpuissance globale face à l’Union soviétique qu'ils vont affronter dans ce qui sera appelée la guerre froide. Durant cette période de quarante ans, les États-Unis fournirent de l’aide militaire et s’engagèrent directement dans des "guerres par procuration" contre l’Union soviétique. Ils furent le principal acteur étranger pendant la guerre de Corée et la guerre du Viêt Nam pendant cette période. Des armes nucléaires étaient tenues prêtes par les États-Unis, conformément au concept de destruction mutuelle assurée avec l’Union soviétique.

#### La réorganisation militaire d'après-guerre (1947)
Le National Security Act voté en 1947, prenant acte de la nécessité d’une réorganisation militaire devant cette nouvelle donne, fusionna les anciens département de la Marine et de la Guerre en un seul département de la Défense dont le secrétaire siégeait au cabinet présidentiel. Cette loi créa aussi le Conseil de sécurité nationale, la Central Intelligence Agency (CIA), et l’US Air Force (la force aérienne était jusqu'à la était une composante de l'US Army).

#### La guerre de Corée (1950-1953)
La guerre de Corée fut un conflit entre la Corée du Nord et la Corée du Sud (république de Corée, ou ROK). Ce fut également une guerre par procuration de la guerre froide entre les États-Unis et leurs alliés des Nations unies et les puissances communistes de l’Union soviétique (également membre des NU) et la république populaire de Chine (qui obtint plus tard un siège aux NU). Les principaux belligérants étaient la Corée du Nord et la Corée du Sud. Les principaux alliés de la Corée du Sud étaient les États-Unis, le Canada, l’Australie, le Royaume-Uni, ainsi que de nombreux autres pays qui ont envoyé des hommes sous l’égide des Nations unies. Les alliés de la Corée du Nord étaient la république populaire de Chine, qui fournissait des forces armées, et l’Union soviétique, qui envoyait des conseillers militaires et des pilotes d’avion, ainsi que des armes, pour les troupes chinoises et nord-coréennes. Aux États-Unis, le conflit était présenté comme une opération de police sous l’égide des Nations unies plutôt que comme une guerre, ce qui permettait de se passer du vote d’une déclaration de guerre au Congrès.

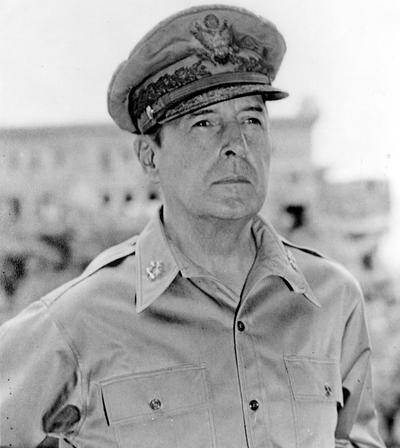
Le général cinq étoiles Douglas MacArthur, érigé par la presse américaine au titre fictif de « Vice-roi du Pacifique » à la suite de son rôle lors de l'occupation du Japon au lendemain des campagnes du Pacifique, se retrouve en désaccord avec le président Truman concernant la stratégie à adopter en Corée.

La guerre commença mal pour les États-Unis et les Nations unies. Les forces nord-coréennes lancèrent une offensive massive durant l’été 1950 et repoussèrent presque jusqu’à la mer des défenseurs sud-coréens et les renforts américains dépassés par le nombre. Mais les Nations unies réagirent, nommant Douglas MacArthur commandant de ces forces, et les forces US-ROK, agissant sous les auspices des NU établirent un périmètre autour de Pusan, ce qui permettait de gagner du temps pour le renfort. MacArthur, dans une manœuvre audacieuse mais risquée, lança une offensive amphibie loin derrière la ligne de front, à Inchon, coupant les arrières des Nord-Coréens et traversant rapidement le 38e parallèle pour entrer en Corée du Nord. Alors que les forces des NU continuaient à avancer vers le Yalou, à la frontière avec la Chine communiste, MacArthur et le président américain Harry Truman constatèrent qu’ils étaient en désaccord profond au sujet des objectifs militaires et de la résolution du conflit. En novembre 1950, après des avertissements publics que MacArthur allait être démit, l’Armée chinoise traversa la frontière et repoussa les forces des NU au-delà du 38e parallèle. MacArthur fut plus tard relevé de son commandement par Truman pour insubordination, et alors que certains craignaient que le conflit ne dégénérât en une nouvelle guerre mondiale, des négociations engagées peu après le renvoi de MacArthur, aboutirent d’abord à une impasse, puis à un armistice en 1953, avec deux Corées séparées par le 38e parallèle nord. La Corée du Nord et du Sud, n’ayant jamais signé de traité de paix, sont aujourd’hui encore en état de guerre et des forces des États-Unis restent stationnées en Corée du Sud en tant qu’élément de sécurité de la république de Corée et servant également la politique étrangère des États-Unis.

#### La crise libanaise de 1958
La crise de 1958 au Liban fut un conflit politique et religieux entre le gouvernement pro-occidental du président Camille Chamoun et les musulmans sunnites qui souhaitaient intégrer la République arabe unie. Une rébellion islamique et le renversement d’un gouvernement pro-occidental en Irak poussa le président Chamoun à appeler les États-Unis à l’aide. Le président Eisenhower répondit en envoyant des marines pour protéger le gouvernement libanais pro-occidental du président Camille Chamoun de l’opposition interne et des menaces de la République arabe unie. Les marines restèrent du 15 juillet 1958 au 25 octobre.

#### L'invasion de la baie des Cochons
Le débarquement de la baie des Cochons (appelé Playa Girón à Cuba, du nom de l'une des plages dans la baie des Cochons où a eu lieu le débarquement) fut un débarquement par des exilés cubains armés au sud-ouest de Cuba. Cette opération organisée et financée par la CIA devait permettre de renverser le gouvernement cubain de Fidel Castro en 1961. Les administrations de Eisenhower et de Kennedy avait fait le jugement que la nationalisation par Castro des principales industries d’exportation et le rapprochement subséquent vers l’Union soviétique ne pouvaient être acceptés, et donc tentèrent de le renverser. Mais l’invasion échoua et se transforma en un embarras international pour l’administration Kennedy. L’invasion ratée devint à la fois un symbole et un exemple de la pensée de groupe et d’une mauvaise prise de décision. Alors qu’il ne s’agissait pas d’une intervention des forces armées des États-Unis, l’administration Kennedy a envisagé de fournir un soutien aérien aux dissidents ou de profiter d’un succès de l'invasion par un renfort de marines.

#### Intervention en République dominicaine
Le 28 avril 1965, 400 marines débarquèrent en République dominicaine, à Saint-Domingue, lors de l'Operation Power Pack, pour évacuer l’ambassade américaine et les étrangers après une tentative de renversement de la junte civile au pouvoir par l’armée dominicaine dissidente qui dégénéra en guerre civile. À la mi-mai, le nombre de soldats, marines, et aviateurs des États-Unis en République dominicaine atteignit 23 850 et 38 bateaux étaient positionnés en mer. Ils évacuèrent environ 6 500 hommes, femmes, et enfants de 46 nationalités, et distribuèrent plus de 8 millions de tonnes de nourriture.

#### La guerre du Viêt Nam (1964-1973)

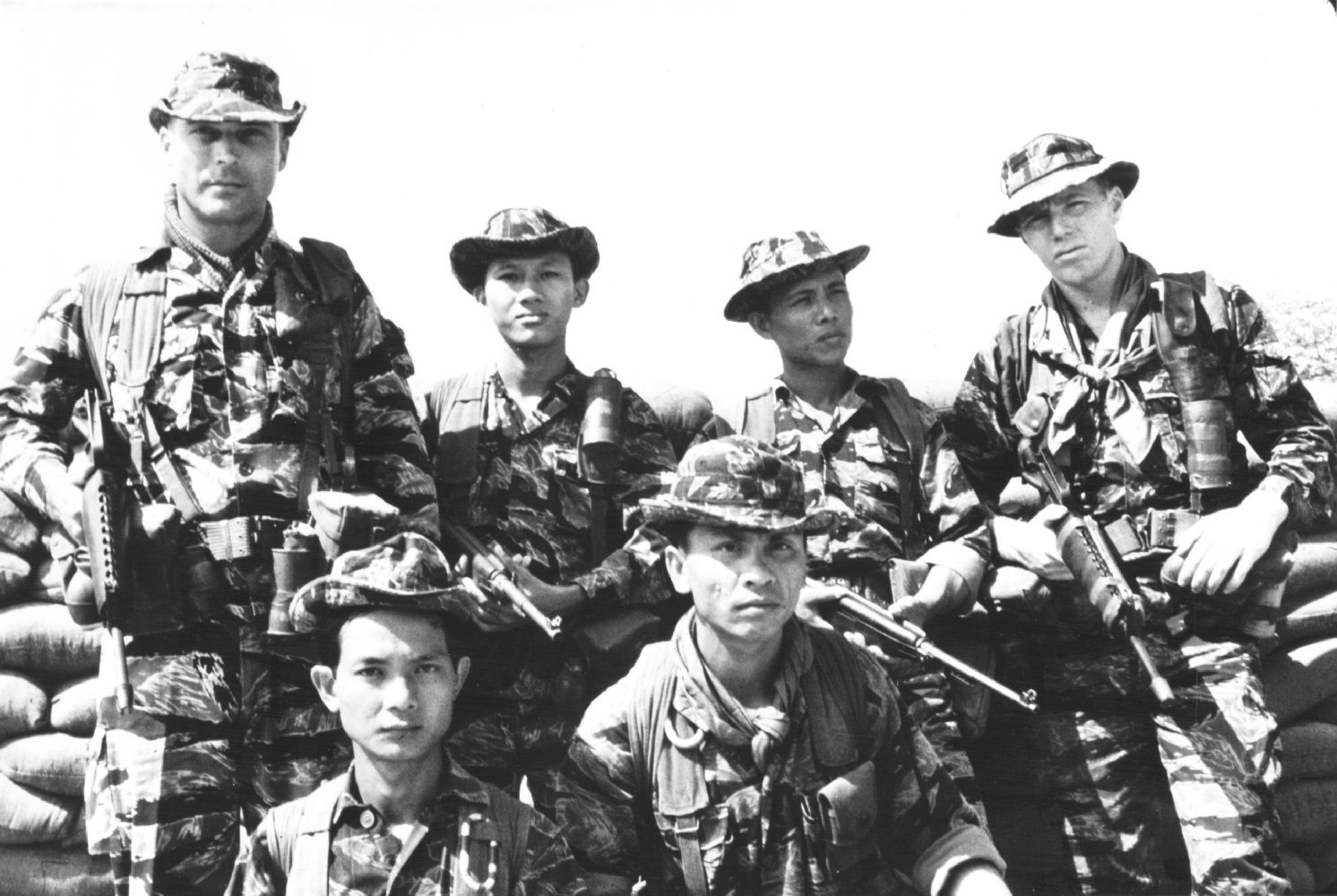
Membres des Special Forces américaines armés de M16 et de l'Armée de la république du Viêt Nam armés de carabines M1 en 1968

La guerre du Viêt Nam fut une guerre qui eut lieu de 1957 à 1975 sur le sol du Sud-Viêt Nam, les zones frontalières du Cambodge et du Laos, et au cours d’un bombardement stratégique (l’opération Rolling Thunder) du Nord-Viêt Nam. Au Vietnam, le conflit appelé la « guerre américaine ». Bien qu’une petite présence des États-Unis ait existé au Viêt Nam depuis la fin des années 1950, on considère que le gros de l’intervention américaine a débuté en 1964, après les incidents du golfe du Tonkin.
D’un côté s’était constituée une coalition d’armées, dont la république du Viêt Nam (Sud-Viêt Nam), les États-Unis, la Corée du Sud, la Thaïlande, l’Australie, la Nouvelle-Zélande, et les Philippines. La participation militaire de la Corée du Sud fut financée par les États-Unis, mais l’Australie et la Nouvelle-Zélande assumèrent complètement leur propre engagement. D’autres alliés traditionnels des États-Unis dans la guerre froide, dont le Royaume-Uni et le Canada, refusèrent de prendre part à la coalition, bien qu’un certain nombre de citoyens se fussent portés volontaires pour intégrer l’armée américaine. Les États-Unis et leurs alliés combattirent l’Armée populaire vietnamienne (APV) et le Front national de libération du Sud Viêt Nam (FNL, également appelé Viet Cong), des guérilleros au Sud-Viêt Nam. L’APV reçut une aide militaire et économique substantielle de l’Union soviétique, ce qui a transformé le Viêt Nam en guerre proxy.
Si un grand contingent américain est déployé dans ce pays, seules 10 à 25 % des troupes engagées ont réellement combattu. Au plus fort de la guerre, début 1968, 40 000 des 525 000 soldats présents au Sud-Viêt Nam sont des fantassins, soit 7,6 %. En 1972, la proportion tombe à 2 400 combattants réels sur 49 000 (4,8 %). 
Les États-Unis conçurent cette guerre comme faisant partie de sa politique d’endiguement du communisme en Asie du Sud dans le cadre de la théorie des dominos. Mais les forces américaines furent frustrées par l'impossibilité de battre l'ennemi lors de batailles classiques de grande ampleur, par la corruption et l'incompétence d'une partie de l'Armée de la république du Viêt Nam, et la contestation grandissante aux États-Unis même. L’offensive du Tết en 1968, quoiqu’elle fût une défaite majeure pour le FNL, marqua le tournant psychologique de la guerre. Les forces FNL semblaient être partout en même temps, arrivant même à attaquer l’ambassade des États-Unis à Saïgon, qui était supposée être un des lieux les plus sûrs du pays. Le célèbre journaliste américain Walter Cronkite lors d'une célèbre émission depuis le champ de bataille, jugea la guerre « ingagnable ». Avec 58 220 morts (dont 18,5 % hors combat) et beaucoup plus de blessés (24 % des blessés au combat décèdent), les forces américaines se retirèrent en 1973 sans victoire claire, et en 1975 le Sud-Viêt Nam fut finalement conquis et unifié par le Nord-Viêt Nam. Les images de l’évacuation chaotique de l’ambassade américaine en avril 1975, alors que les forces nord-vietnamiennes entraient dans la ville, montrant des désespérés s’accrochant aux hélicoptères pour essayer d’échapper au pouvoir communiste, traumatisèrent le monde libre.
Aujourd’hui encore, le Viêt Nam reste un sujet politiquement controversé aux États-Unis. Certains considèrent que la guerre du Viêt Nam, bien que perdue, était une noble cause ; « la seule guerre que l’Amérique ait perdue » est une expression qu’on entend parfois. D’autres jugent que le conflit fut un bourbier, un gâchis de sang et d’argent américain dans un conflit qui ne concernait pas les intérêts vitaux des États-Unis. Le service militaire obligatoire pendant la guerre du Viêt Nam est toujours mis en question aux États-Unis. Les campagnes présidentielles, plus de 30 ans après le départ des troupes américaines du pays, et la peur d’un autre enlisement ont été des facteurs majeurs dans la planification militaire des États-Unis depuis 1975.

#### Sauvetage des otages de Téhéran
À la suite de la révolution iranienne et de la crise iranienne des otages, l’opération Eagle Claw tenta de secourir les otages en utilisant une combinaison de forces spéciales et des hélicoptères d’évacuation. Les problèmes opérationnels ont forcé les commandants à annuler la mission, et 8 soldats furent tués dans un accident d’hélicoptère dans le désert iranien. L’échec fut attribué à un équipement inadapté, une planification incomplète et peu réaliste, et le manque d’entraînement conjoint. Malgré sa taille, la mission a eu des effets significatifs sur la doctrine militaire des États-Unis et l’entraînement, et aboutit directement à la création de la SOCOM.

#### Grenade

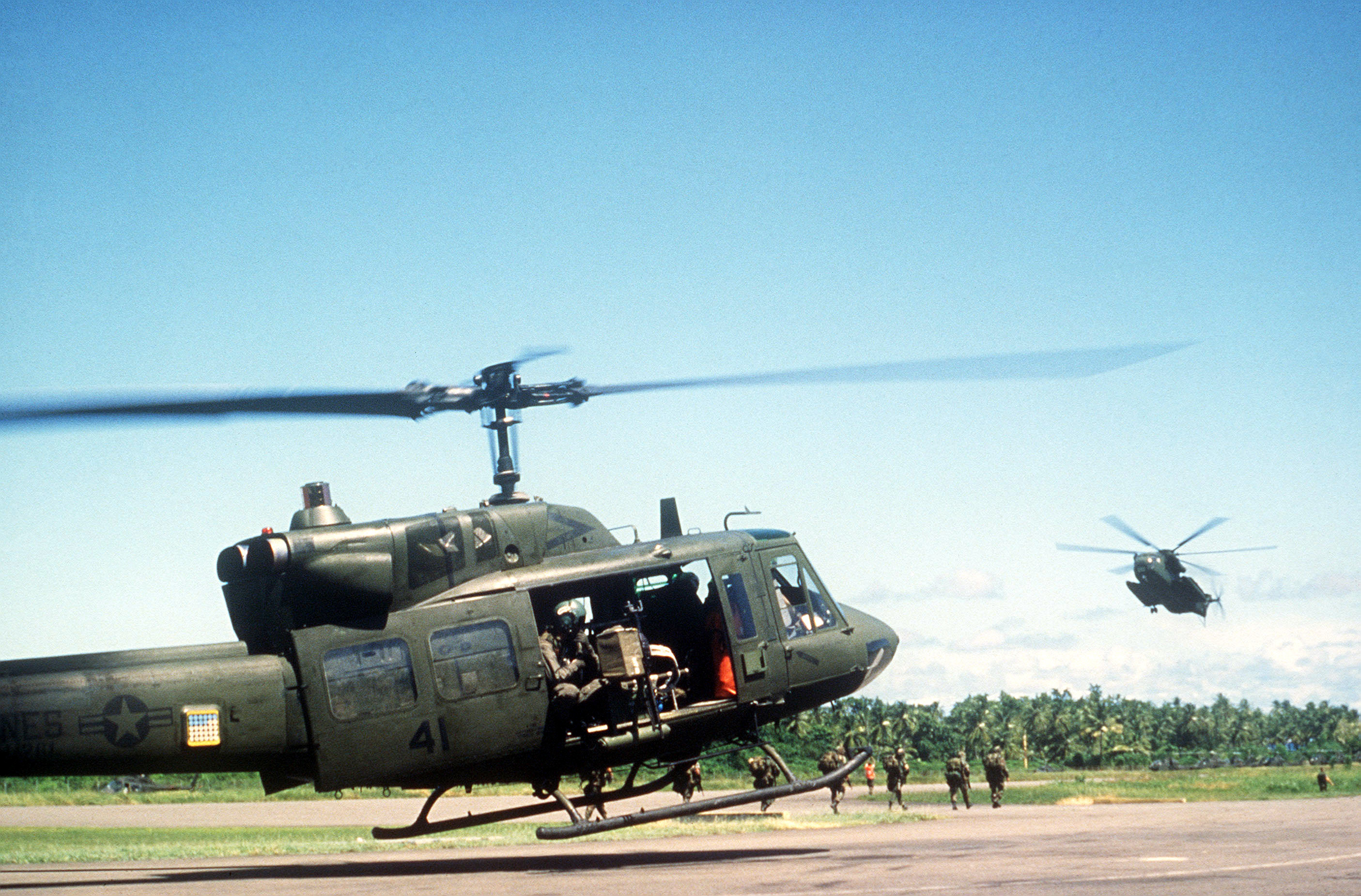
Hélicoptères et troupes du Corps des Marines le 25 octobre 1983 à la Grenade.

La mise en place en 1979, à la Grenade, du Gouvernement révolutionnaire populaire, un régime pro-cubain, entraîne une rapide détérioration des relations entre ce petit pays de la Caraïbe et les États-Unis. En octobre 1983, le premier ministre grenadien Maurice Bishop est renversé et tué lors d'un coup d'État interne au régime ; les États-Unis constituent rapidement une coalition internationale et déploient parachutistes, marines, rangers, et forces spéciales sur l’île au cours de l’opération Urgent Fury. Plus d’un millier d’Américains se trouvent alors sur l’île. La force d'invasion manœuvre rapidement pour prendre le contrôle de la totalité de l’île ; les militaires américains affrontent au passage le contingent présent à la Grenade des forces armées cubaines, ce qui représente à ce jour le premier conflit militaire direct entre les États-Unis et Cuba.

#### Beyrouth
En 1983 des luttes entre des réfugiés palestiniens et des factions libanaises rallumèrent une guerre civile qui couvait depuis longtemps. Un accord des NU dépêcha un contingent international de casques bleus pour occuper Beyrouth et garantir la sécurité. Les marines américains débarquèrent avec des forces italiennes et françaises en août 1982. Le 23 octobre 1983, un suicide bomber au volant d’un camion rempli de 6 tonnes de TNT fonça à travers une barrière et détruisit les casernements, tuant 241 marines. Quelques secondes plus tard, un second bomber détruisit une caserne française, tuant 58 hommes. En réaction, la marine américaine lança une opération de bombardement des positions des milices au Liban. Alors que le président américain Ronald Reagan y était initialement opposé, la pression politique interne finit par le contraindre à rappeler des marines en février 1984.

#### Panama
Le 20 décembre 1989, les États-Unis envahirent Panama, essentiellement à partir de bases militaires situées dans la zone du canal de Panamá, pour chasser le dictateur et ancien agent de la CIA Manuel Noriega. En 1977, les deux nations avaient signé un traité de rétrocession du canal de Panama à Panama en 1999, mais les US ne souhaitaient pas abandonner le contrôle d’un secteur aussi stratégique à Noriega, dont le gouvernement devenait un narco-État. Les troupes américaines écrasèrent rapidement l’armée du Panama, et Noriega fut capturé le 3 janvier 1990 après le refus du Vatican de lui accorder l’asile politique. Un nouveau gouvernement fut mis en place et de nouvelles élections tenues. Le contrôle du canal revint à Panama le 31 décembre 1999, comme prévu.

### L'après-guerre froide (1990-2001)

#### La guerre du Golfe
La guerre du Golfe (ou première guerre du Golfe) fut un conflit entre l’Irak et les États membres des Nations unies, plus particulièrement une force de coalition de 34 nations menée par les États-Unis. La guerre débuta avec l’invasion irakienne du Koweït en août 1990 à laquelle les Nations unies réagirent par des sanctions économiques immédiates à l’encontre de l’Irak. La coalition lança les hostilités en janvier 1991, aboutissant à une victoire décisive pour les forces de coalition, qui repoussèrent les forces irakienne hors du Koweït avec un minimum de pertes dans leurs rangs. Malgré le low death toll, plus de 180 000 anciens combattants US ont été plus tard reconnus « handicapés permanents » par le ministère des anciens combattants (National Gulf War Resource Center ; voir aussi syndrome de la guerre du Golfe). Les principales batailles furent des combats aériens et terrestres en Irak, au Koweït et à la frontière de l’Arabie saoudite. Les combats au sol se limitèrent à l’immédiate zone frontalière Irak-Koweït-Arabie saoudite. La coalition bombarda néanmoins des villes et des cibles stratégique en Irak, et l’Irak tira des missiles sur des villes israéliennes et saoudiennes.
À l’époque, les conditions de la victoire de la coalition étaient incertaines. Avant la guerre, de nombreux observateurs pensaient que les États-Unis et leurs alliés pouvaient gagner mais risquaient de déplorer des pertes importantes (certainement davantage que n’importe quel conflit depuis le Viêt Nam), et que les batailles de chars dans l’implacable désert seraient comparables à celles d’Afrique du Nord pendant la Seconde Guerre mondiale. Après presque 50 ans de guerres par procuration, et la peur permanente d’une nouvelle guerre en Europe entre l’OTAN et le Pacte de Varsovie, certains pensaient que la guerre du Golfe pourrait apporter la réponse à la question de la meilleure philosophie militaire après la chute du Mur. L’armée irakienne était aguerrie par 8 ans de guerre avec l’Iran, et elle était bien équipée avec des chars soviétiques récents, des avions de chasse et des armes anti-aériennes. En comparaison, les États-Unis n’avaient pas connu d’engagement au combat majeur depuis leur retraite du Vietnam, presque 20 ans plus tôt, et les changements importants de doctrine, ainsi que les matériels résistants au sable n’avaient jamais été testés au feu depuis.
Pourtant, pratiquement dès le début, la guerre fut à un seul sens. Après les premières attaques aériennes dévastatrices sur les défenses anti-aériennes et les installations de commandement et de contrôle irakiennes, le 17 janvier 1991, les forces de la coalition obtinrent presque immédiatement une supériorité totale. La force aérienne irakienne fut détruite en quelques jours, à l’exception de quelques avions qui furent mis à l’abri en Iran et n’en sortirent pas pendant la durée du conflit. L’écrasante supériorité technique des États-Unis, (avions furtifs, visions infrarouges, etc.) a rapidement fait de la guerre aérienne un « tir au pigeon ». La signature thermique de n’importe quel char assez inconscient pour démarrer son moteur devenait une cible facile. Les radars anti-aériens furent rapidement détruits par des missiles antiradars tirés d’avions Wild Weasel. Les images granuleuses, filmées avec des caméras fixées sur le nez des missiles quand ils atteignaient des cibles incroyablement petites, furent une grande nouveauté journalistique ; elles révélèrent au monde un nouveau genre de guerre, que certains comparent à un jeu vidéo. Plus de six semaines de broyage implacable par des avions et des hélicoptères, l’armée irakienne était presque complètement battue mais ne se retira pas, conformément aux ordres du président irakien Saddam Hussein. Lorsque les forces terrestres se lancèrent à l’assaut, le 24 février, beaucoup d’Irakiens étaient tellement heureux d’être vivants qu’ils se rendirent rapidement à des unités numériquement nettement inférieures. Dans un cas, les forces irakiennes tentèrent même de se rendre à une équipe de télévision qui accompagnait la progression des forces de coalition.
Après seulement 100 heures de combat au sol, la totalité du Koweït et la plus grande partie du Sud de l’Irak était sous le contrôle de la coalition. Le président américain George H. W. Bush ordonna un cessez-le-feu et des négociations aboutirent à un accord de cessation des hostilités. Des hommes politiques américains furent déçus par cette décision, estimant que Bush aurait dû faire pression sur Bagdad et chasser Saddam Hussein du pouvoir. Il fait peu de doute que les forces de la coalition y seraient parvenues si elles l’avaient souhaité. Mais les conséquences politiques d’une disparition de Saddam Hussein auraient largement débordé le cadre du conflit, et de nombreux pays membres de la coalition auraient refusé de participer à une telle action, estimant qu’elle créerait un vide de pouvoir et déstabiliserait la région.
À la suite de la guerre du Golfe, afin de protéger des minorités d'Irak de Saddam Hussein, les États-Unis, la Grande-Bretagne, et la France mirent en place une zone d'interdiction de survol au nord et au sud de l’Irak. L’armée irakienne testa fréquemment la vigilance. L’interdiction du survol de ces zones fut maintenue jusqu’à l’invasion de l’Irak, en 2003. En 1996, la France, qui reprochait à l’opération son manque de portée humanitaire, mit fin à sa participation aux patrouilles dans ces zones.
Plus tard, en juin 1993, à la suite de la découverte d’un complot destiné à assassiner l’ancien président George H.W. Bush, des navires de la Marine bombardèrent des installations des services secrets irakiens avec des missiles de croisière.

#### Somalie
À partir de 1992, les troupes des États-Unis participèrent à une mission de maintien de la paix de l’ONU en Somalie. En 1993, elles furent renforcées par des rangers et des forces spéciales qui avaient pour mission de capturer Mohamed Farrah Aidid, un seigneur de guerre dont les forces avaient massacré des casques bleus pakistanais. Au cours d’une tentative de capture d’Aidid, des soldats américains furent piégés durant la nuit par un soulèvement général lors de la bataille de Mogadiscio. 19 soldats américains furent tués, et une équipe de télévision américaine filma des images spectaculaires du corps d’un soldat traîné dans les rues par une foule ivre de haine. Les forces américaines furent rapidement rapatriées, et l’incident eut un profond effet sur la perception américaine du maintien de la paix et des interventions extérieures. Le livre La Chute du faucon noir s’inspire de cette bataille, et un film du même nom fut réalisé plus tard.

#### Yougoslavie
Pendant la guerre en Yougoslavie au début des années 1990, les États-Unis sont intervenus en Bosnie en soutien des forces de l'ONU puis de l'OTAN sur place et conduisirent les négociations qui menèrent aux accords de Dayton. Les États-Unis furent l’un des pays-membres de l’OTAN qui participa aux bombardements sur la Yougoslavie du 24 mars au 9 juin 1999 pendant la guerre du Kosovo.

### La guerre contre le terrorisme (2001-2021)
La guerre contre le terrorisme est un effort global des gouvernements de plusieurs pays (essentiellement les États-Unis et leurs principaux alliés) pour neutraliser les groupes internationaux classés comme terroristes, dont Al-Qaïda) et s’assurer qu’aucun État voyou ne soutient plus des activités terroristes. Cette réaction fut une réponse aux attentats du 11 septembre 2001.

#### Afghanistan
On estime que l’invasion de l’Afghanistan afin de déposer le gouvernement taliban du pays et de détruire les camps d’entraînement associés à al-Qaida a été la campagne d’ouverture, et de sur de nombreux points de définition, d’une plus vaste guerre contre le terrorisme. L’accent mis sur les forces spéciales, la négociation politique avec des unités militaires autonomes, et l’utilisation d’auxiliaires militaires marqua un changement crucial par rapport aux doctrines précédentes.

#### Philippines
En janvier 2002, les États-Unis envoyèrent plus de 1 200 hommes pour aider l’armée des Philippines à combattre des groupes terroristes liés à al-Qaida, tel qu’Abu Sayyaf. Les interventions eurent essentiellement lieu dans l’archipel de Sulu, où des terroristes et d’autres sont actifs. La plus grande partie des effectifs fournit une aide logistique, mais une part considérable est constituée d’hommes des forces spéciales qui entraînent et aident aux opérations de combat contre les groupes terroristes.

#### Liberia
En juin 2003, un tribunal des Nations unies émit un mandat d’arrêt du président libérien, Charles Taylor, accusé de crimes de guerre. La pression sur Taylor augmenta au point qu’en juillet 2003 le président George W. Bush déclara à deux reprises que Taylor devait quitter le Liberia.
Taylor répondit qu’il démissionnerait seulement si des troupes américaines de maintien de la paix étaient déployées au Liberia. Le président Bush demanda publiquement à Charles Taylor d’abandonner le pouvoir et de quitter le pays avant d’envisager tout engagement américain.
Pendant ce temps, les États africains, en particulier la Communauté économique des États de l'Afrique de l'Ouest, sous la présidence du Nigeria, envoyèrent – grâce à une aide de 10 millions de dollars versée par les États-Unis. – des soldats au Liberia. Le 6 août, une équipe américaine d’évaluation militaire de 32 membres fut déployée pour assurer la liaison avec les hommes de la CEDEAO .
Le 11 août, Taylor quitta le pouvoir, le laissant à Moses Blah qui lui succéda jusqu’au 14 octobre, date à laquelle un gouvernement de transition fut formé. Les États-Unis envoyèrent trois bateaux de guerre avec 2 300 marines en vue des côtes libériennes. Le changement de gouvernement et les élections qui suivirent furent pacifiques.

#### Irak

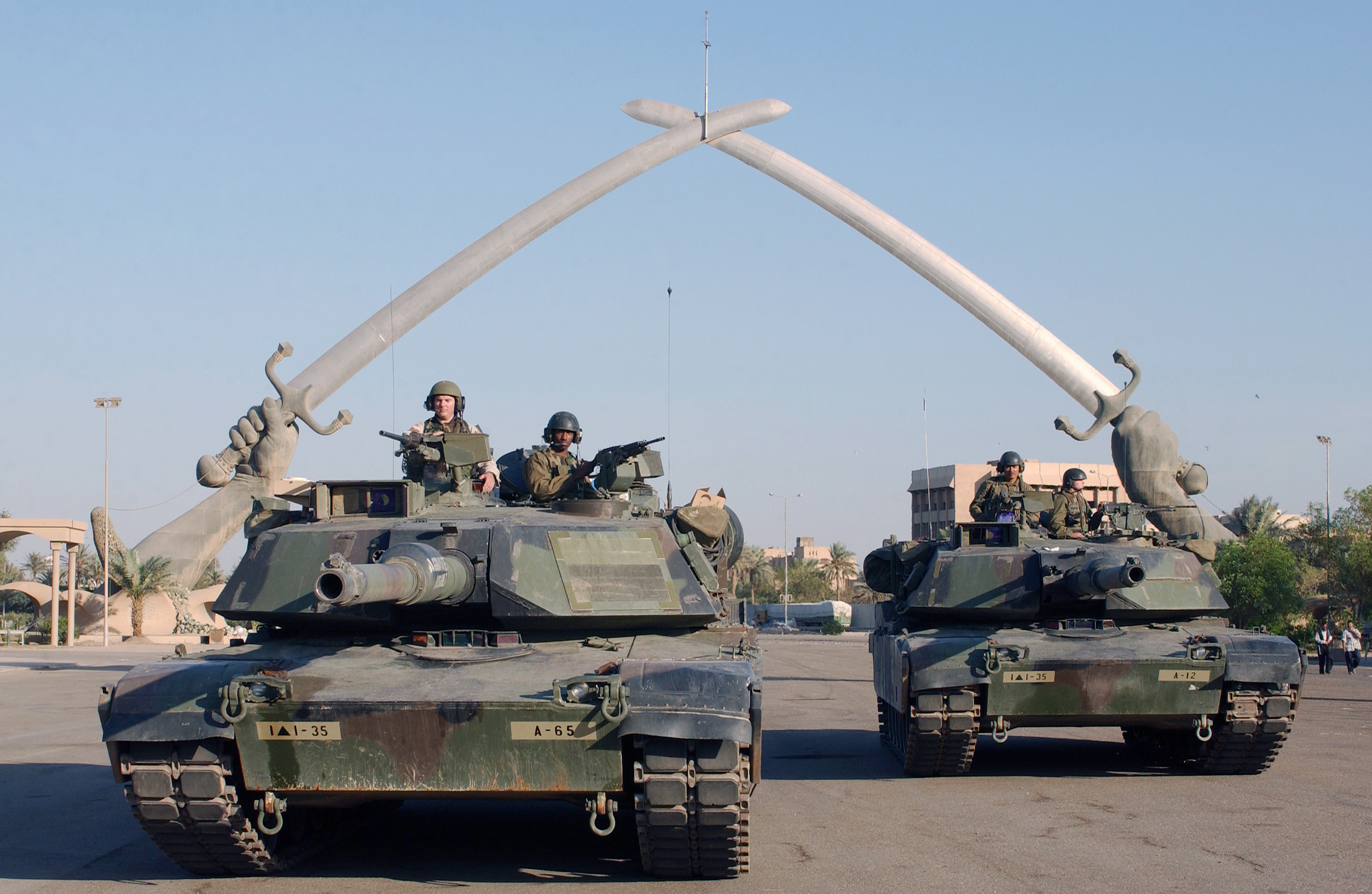
Des chars M1 patrouillent dans une avenue de Bagdad en 2003.

Après plusieurs prolongations de la mission de l'ONU en Irak, les États-Unis exigèrent que le président irakien Saddam Hussein quitte l'Irak, ce qui fut refusé. Une coalition dirigée par les États-Unis et la Grande-Bretagne combattit l’armée irakienne lors de l’opération liberté irakienne. Environ 250 000 soldats des États-Unis, avec le soutien de 45 000 Britanniques, 2 000 Australiens et 200 Polonais, entrèrent en Irak principalement à partir de leur zone de départ au Koweït (la Turquie avait refusé l’utilisation de son territoire pour une invasion par le nord). Les forces de la coalition soutinrent également les milices kurdes irakiennes, dont les effectifs ont été estimés jusqu’à 50 000 hommes. Après environ trois semaines de combat, Saddam Hussein et le Parti Baas furent chassés de force, à la suite de quoi s’ouvrit une période prolongée d’occupation militaire. Avec les progrès médicaux, seulement 10 % des blessés au combat décèdent.